# Siennoj (obwód saratowski)
Siennoj (ros. Сенной) – osiedle typu miejskiego w Rosji, w obwodzie saratowskim, w rejonie wolskim. W 2010 liczyło 6675 mieszkańców.